# Чернолучинский
Чернолу́чинский — дачный посёлок в Омском районе Омской области. Административный центр Чернолучинского городского поселения.
Население — 1516 чел. (2023)

## География
Дачный посёлок расположен на берегу реки Иртыш, в окружении лесов — Чернолучинско-Красноярского реликтового соснового бора, примерно в 55 км от Омска. Является омским «лечебным уголком».
По автомобильным дорогам расстояние до областного центра города Омск составляет 54 км, до районного центра посёлка Ростовка — 70 км

## История
Название производно от названия расположенного в 5 км к югу от Чернолучинского села Чернолучье, основанного в 1670 году. Село Чернолучье, в свою очередь, получило своё название по расположению в «Чёрной луке» — излучине реки Иртыш.
Основание посёлка связано с организацией Красноярско-Чернолучинской санаторно-курортной зоны. В 1954 году здесь открыт Иртышский дом отдыха, в 1963 году — спортивно-оздоровительный лагерь Омского сельхозинститута, в 1978 году организован первый лагерь «Научного общества учащихся» (отряды математиков и физиков) Омского госуниверситета. В 1962 году Чернолучинская зона объявлена курортом местного значения.
Статус дачного посёлка — с 31 августа 1958 года.

## Население
| 1989  | 2002  | 2006  | 2009  | 2010  | 2011  | 2012  |
| ----- | ----- | ----- | ----- | ----- | ----- | ----- |
| 4130  | ↘2724 | ↘2600 | ↗2766 | ↘1681 | ↗1684 | ↗1746 |
| 2013  | 2014  | 2015  | 2016  | 2017  | 2018  | 2019  |
| ↗1777 | ↗1808 | ↘1796 | ↘1775 | ↘1756 | ↘1746 | ↘1711 |
| 2020  | 2021  | 2023  |       |       |       |       |
| ↘1681 | ↘1549 | ↘1516 |       |       |       |       |

## Инфраструктура
В посёлке сосредоточено большое количество санаториев и здравниц областного значения, лагерей отдыха школьников.

## Галерея
- Природа в посёлке Чернолучинский лето
- Природа в посёлке Чернолучинский зима
- Милиция в посёлке Чернолучинский